# Georges Lemaître
Georges Henri Joseph Édouard Lemaître (tiếng Pháp: [ʒɔʁʒᵊ ləmɛ:tʁᵊ] ⓘ; 17 tháng 7 năm 1894 – 20 tháng 6 năm 1966) là một linh mục Công giáo, nhà thiên văn học và giáo sư vật lý học người Bỉ tại Viện Đại học Công giáo Louvain. Ông là người đầu tiên đề xuất lý thuyết về giãn nở vũ trụ, mà người ta thường hay gán nhầm cho Edwin Hubble. Ông cũng là người đầu tiên khơi nguồn điều mà ngày nay biết đến là định luật Hubble và thực hiện các ước tính ban đầu về hằng số Hubble (theo như cách gọi ngày nay) mà ông đã công bố vào năm 1927, hai năm trước bài báo của Hubble.
Lemaître cũng đề xuất lý thuyết mà nay gọi là Vụ Nổ Lớn về khởi nguyên của Vũ trụ mà ông gọi là "giả thuyết nguyên tử nguyên thủy" hay "Quả trứng vũ trụ".